# 石桥街道 (绵阳市)
石桥街道，是中华人民共和国四川省绵阳市涪城区曾经下辖的一个乡镇级行政单位。
2018年，绵阳市人民政府同意将普明街道办事处所辖安昌河以南区域析出，设置石桥街道办事处，辖原普明街道办事处的石桥、古泉2个社区和石桥铺、梨园2个村所属行政区域，石桥街道办事处驻石桥铺东路10号。
2020年5月15日，经涪城区人民政府同意将石桥铺村和石桥社区合并为石桥铺社区，同时设立石桥铺社区居民委员会。